# Antonov An-178
Antonov An-178 (ukrajinsko Антонов Ан-178) je ukrajinsko dvomotorno reaktivno vojaško transportno letalo, ki ga razvija podjetje Antonov. Projekt je bil naznanjen leta 2010, prvi prototip je poletel leta 2015. Zasnovan je na podlagi potniškega Antonov An-158 (An-148-200).
An-178 bo nadomestil starejše Antonov An-12, Antonov An-26 in Antonov An-32. Imel bo visokonameščeno krilo, poganjala ga bosta dva turboventilatorska motorja Progress D-436-148FM. Antonov namerava zgraditi čez 200 letal.
Konkurenčna letala so turbopropelerski Alenia C-27J Spartan, EADS CASA C-295 in C-130J Super Hercules, ter reaktivni Embraer KC-390 in Iljušin Il-214.